# Jean Jodin
Jean Jodin, né le 12 juin 1713 à Genève et mort le 3 mars 1761 à Paris, est un horloger et collaborateur de l’Encyclopédie genevois établi en France.

## Biographie
Issu d'une dynastie d’horlogers huguenots établis à Genève, Jodin était le fils de Louis Jodinet de Marie-Charlotte Lenoir de Paris, elle-même également fille d'horloger, de Jean-Baptiste Le Noir (1702-1780). De leurs trois enfants, Pierre, Jean et Clermonde Jodin (1710-1777), les deux fils furent tous deux horlogers.
Établi vers 1732 à Paris, il a continué sa formation chez son oncle maternel, Jean Baptiste Dutertre. En 1734, actif et résidant rue de Seine, il fonda son propre atelier mais, faute d’avoir terminé sa maitrise à Paris, la fondation d’une entreprise lui resta interdite. Une ruineuse action en justice intentée contre cette exclusion aboutit à un jugement du 14 février 1758 lui attribuant ce droit, en conséquence de quoi il est officiellement devenu, le 20 mars de la même année « maître horloger ».
De 1748 à 1757, il dirigea, à Saint-Germain, la fabrique de montres de Baillon de Fontenay, qui devait fermer en 1765. En 1754, il présenta au roi Louis XV et à l’Académie des sciences une montre automatique capable de fonctionner sans entretien un mois durant. Il a également fabriqué une horloge à deux pendules. On lui doit, en outre, la conception de la première idée de l’isochronisme du balancier par le spiral, qui est l’une des plus importantes conquêtes de l’horlogerie, dont Ferdinand Berthoud de Neuchâtel, devait prouver le principe et établir la théorie.
À sa mort, sans le sou, alors que son employeur, Baillon de Fontenay, était immensément riche, le Mercure de France de 1761 a fait son éloge. De Marie-Madeleine Dumas Lafauzes, née en 1705, originaire de Lunel, elle aussi issue d’une famille de réfugiés calvinistes, veuve Lafauzes à 25 ans, rencontrée à Lyon, qu'il avait épousée, le 23 aout 1734, il avait eu une fille, Marie-Madeleine, née le 27 juin 1741, forcée, en 1750, de se convertir au catholicisme pour ne pas faire partie des calvinistes étrangers. Confiée à la garde de sa tante Marie Jodin, celle-ci l’envoya à l’école dans six différents monastères qu'elle devait tous quitter.
Lié à l’homme de lettres Denis Diderot par une amitié de plusieurs années, il a pris part à l’Encyclopédie.